# 湯澤美都子
湯澤 美都子（ゆざわ みつこ）は、日本の医学者、医師。専門は、眼科学、加齢黄斑変性。学位は、医学博士。
日本大学名誉教授。元日本大学主任教授、元駿河台日本大学病院病院長。

## 人物
平成23年に第65回日本臨床眼科学会総会を主宰した。

## 来歴
- 1969年3月 - 愛媛県立松山東高等学校卒業[3]
- 1975年3月 - 日本大学医学部卒業
- 1975年4月 - 日本大学医学部眼科学教室入局[4]
- 1982年4月 - 日本大学医学部眼科学教室講師[4]
- 1995年10月 - 日本大学医学部眼科学教室助教授[4]
- 2001年4月 - 日本大学医学部眼科学講座助教授、駿河台日本大学病院眼科部長[4]
- 2002年11月 - 日本大学医学部眼科学講座助教授、駿河台日本大学病院副病院長・眼科部長[4]
- 2003年6月 - 日本大学医学部眼科学講座教授[2]、駿河台日本大学病院副病院長・眼科部長[4]
- 2007年4月 - 日本大学医学部視覚科学系眼科学分野教授、駿河台日本大学病院副病院長・眼科部長
- 2011年11月：日本大学医学部視覚科学系眼科学分野教授、駿河台日本大学病院病院長・眼科部長[4]
- 2013年4月 - 日本大学医学部視覚科学系眼科学分野主任教授[2]、駿河台日本大学病院病院長・眼科部長
- 2014年10月 - 日本大学医学部視覚科学系眼科学分野主任教授、日本大学病院副病院長・アイセンター長[5]
- 2016年3月 - 日本大学医学部を定年退職[6]

## テレビ出演
- きょうの健康（2006年1012月3日、NHK教育）
- スーパーJチャンネル（2008年11月21日、テレビ朝日）